# Marlies Göhr
Marlies Oelsner-Göhr, nemška atletinja, * 21. marec 1958, Gera, Vzhodna Nemčija.
Nastopila je na poletnih olimpijskih igrah v letih 1976, 1980 in 1988, osvojila je dva naslova olimpijske prvakinje in srebrno medaljo v štafeti 4x100 m ter srebrno medaljo v teku na 100 m leta 1980. Na svetovnih prvenstvih je leta 1983 osvojila naslova prvakinje v teku na 100 m in štafeti 4x100 m ter srebrno medaljo leta 1987 v štafeti 4x100 m, na evropskih prvenstvih je osvojila tri naslove prvakinje v teku na 100 m in dva v štafeti 4x100 m ter srebrno medaljo v teku na 200 m in bronasto medaljo v štafeti 4x100 m, na evropskih dvoranskih prvenstvih pa pet zlatih ter dve srebrni in bronasti medalji v teku na 60 m. Trikrat zapored je postavila ali izenačila svetovni rekord v teku na 100 m, ki ga je držala med letoma 1977 in 1983. Med letoma 1976 in 1985 je z vzhodnonemško reprezentanco devetkrat postavila svetovni rekord v štafeti 4 x 100 m.